# Bartholomeus Eustachius

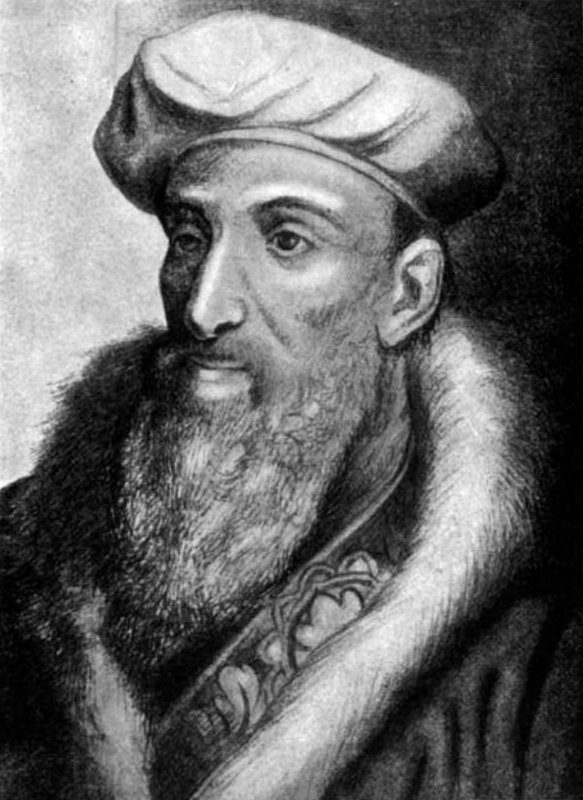
Bartholomeus Eustachius

Bartholomeus Eustachius of Bartolomeo Eustachi (San Severino Marche, ca. 1500/1513/1524 – Umbrië, 27 augustus 1574) was een in zijn tijd beroemde Italiaanse anatoom. Over zijn geboortejaar bestaat verwarring, er zijn bronnen die 1500 beweren, 1510, 1513 of 1524.  De Buis van Eustachius is naar hem genoemd.

## Biografie
Rond 1540 is hij gaan werken als arts. Al snel werd zijn talent opgemerkt door de graaf van Urbino, die hem als lijfarts vroeg. Hij kreeg een academische positie aan de medische faculteit in Rome en kreeg hierdoor de kans kadavers te ontleden en te bestuderen.
Door heel nauwkeurige dissecties op lijken kwam Eustachi tot bepaalde structuren in het menselijke lichaam die anderen over het hoofd hadden gezien, waaronder de cochlea in het binnenoor, bijnieren en de buis van Eustachius (tuba auditiva).

### Dissensionibus ac controversiis anatimicis

Tabulae anatomicae (Rome, 1783) Voorblad

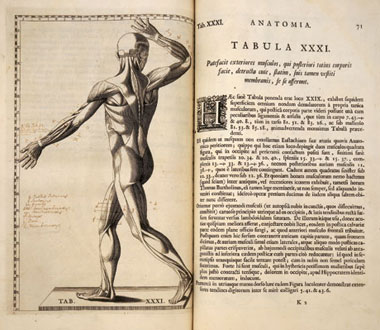
Tabulae anatomicae (Rome, 1783) Ets nr 31 met bijhorende verklaring

Het boek bevat ook 47 kopergravures van de hand van Pier Matteo Pini, die familie was van Eustachi. Het boek werd echter niet uitgegeven. Naar de reden voor het niet uitgeven is het raden. Hypothesen spreken van vrees tot excommunicatie door de kerk, het twijfelen aan eigen kunnen na het lezen van Humani corporis fabrica van Vesalius.

### Opuscula Anatomica
Dit boek van zijn hand werd wel uitgegeven en bevat vier anatomische studies onder andere de heel nauwkeurige en gedetailleerde beschrijving van de buis van Eustachius (tuba auditiva).  Het boek werd verduidelijkt met 47 tekeningen. Bij het overlijden van Eustachi werden er slechts acht kopergravures gevonden. Artsen waaronder Marcello Malpighi zochten de resterende platen zonder succes. Een tweede poging, 150 jaar later, om de ontbrekende platen terug te vinden had wel succes. Men trof ze aan bij een kleinzoon van Pier Matteo Pini, die ze zelf had geërfd van Eustachi. Deze ontbrekende platen werden door Paus Clemens XI aangekocht en aan zijn lijfarts, Giovanni Maria Lancisi, geschonken. Hij bracht alle platen samen in het boek Tabulae anatomicae Bartholomaei Eustachi quas a tenebris tandem vindicatas (Anatomische illustraties van Batolomeus Eustachi, onlangs uit de vergetelheid gered) dat in 1714 uitgegeven werd.
Illustraties
Eustachi kiest ervoor om op de figuren geen versiering te zetten. Eveneens pijlen naar bepaalde delen of letters op spieren (conform Vesalius) laat hij achterwege. De determinatie gebeurt door een kader rond de tekeningen met genummerde stukken. Als men, zoals coördinaten, een combinatie maakt tussen de beide nummers kan men een bepaald deel van de bouw terugvinden in de begeleidende namenlijst.

### Latere leeftijd
Op latere leeftijd kreeg hij hevige klachten van jicht waardoor hij gedwongen was zijn academische post op te geven. Hij bleef wel werken als lijfarts voor de broer van de graaf van Urbino (Giulio della Rovere), omdat hem dat werd opgedragen. Hij overleed op 27 augustus 1574.
De Nederlander Volcher Coiter was een van zijn leerlingen.

## Gravures

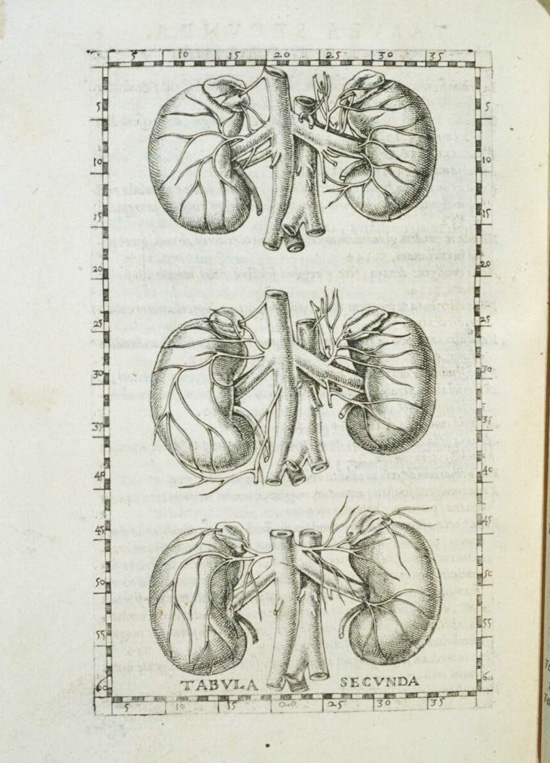
Ets nr 2 gedetailleerde illustratie van de nieren
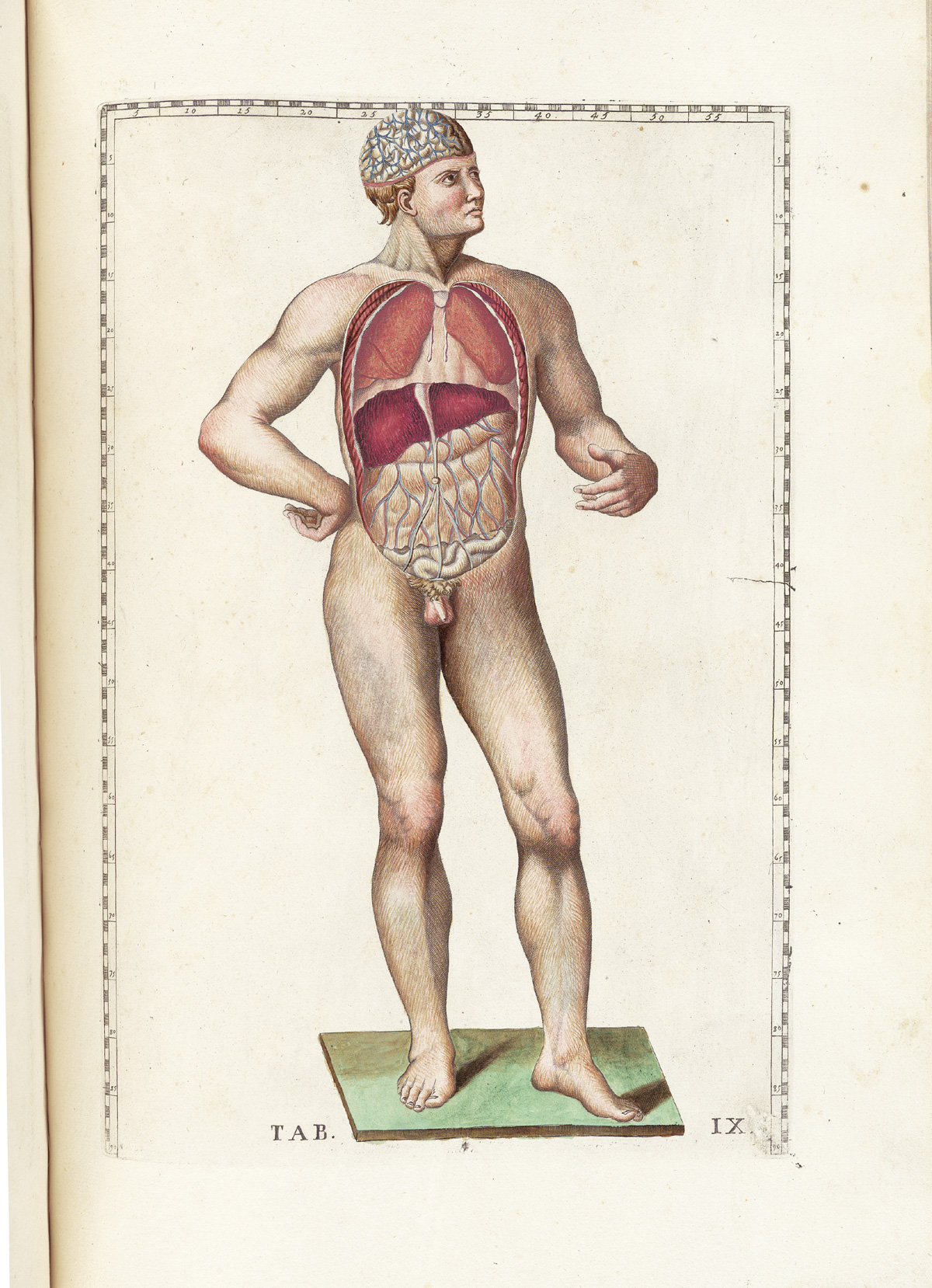
Ets nr 9 rompholte
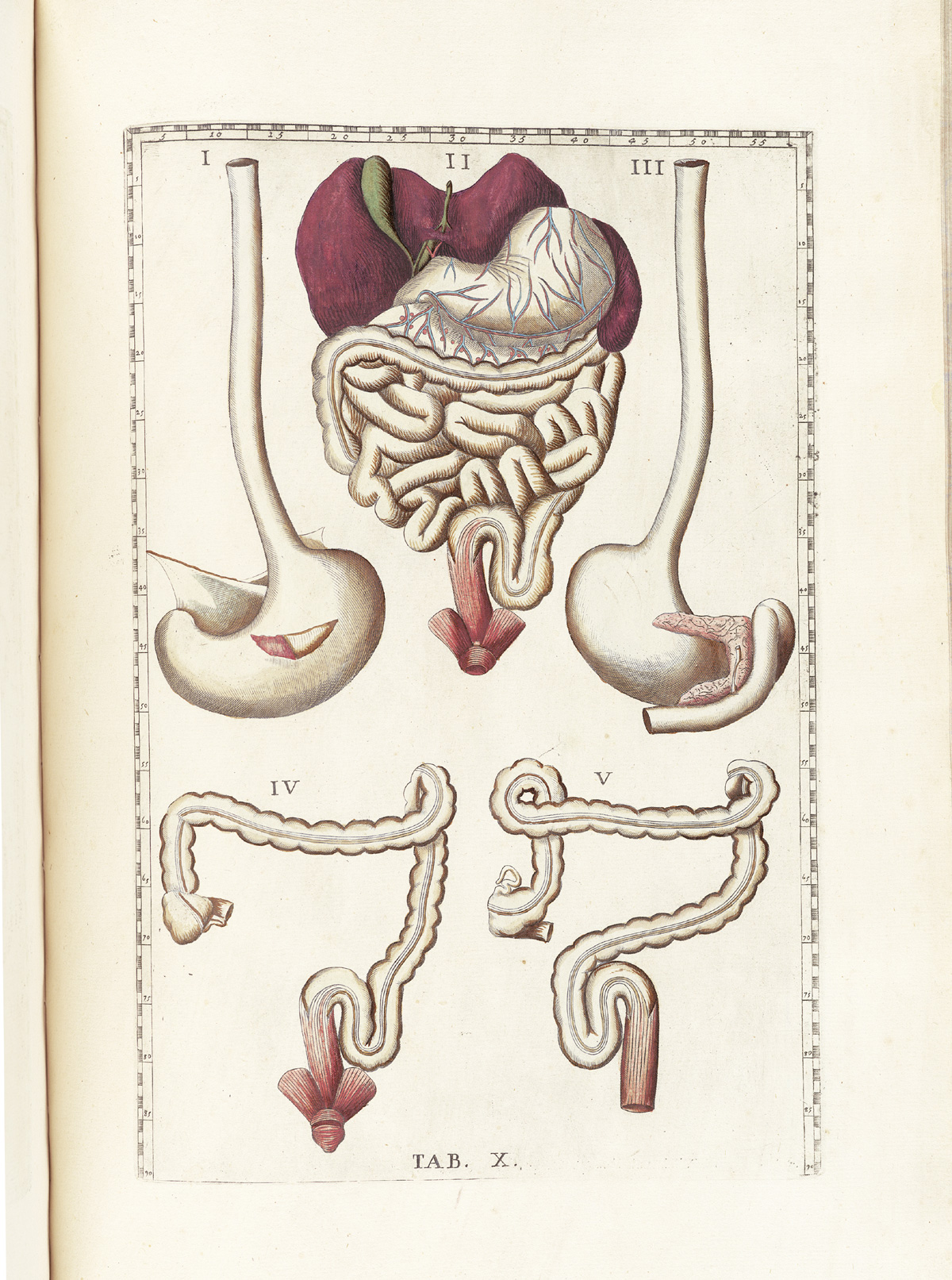
Ets nr 10 verteringstelsel
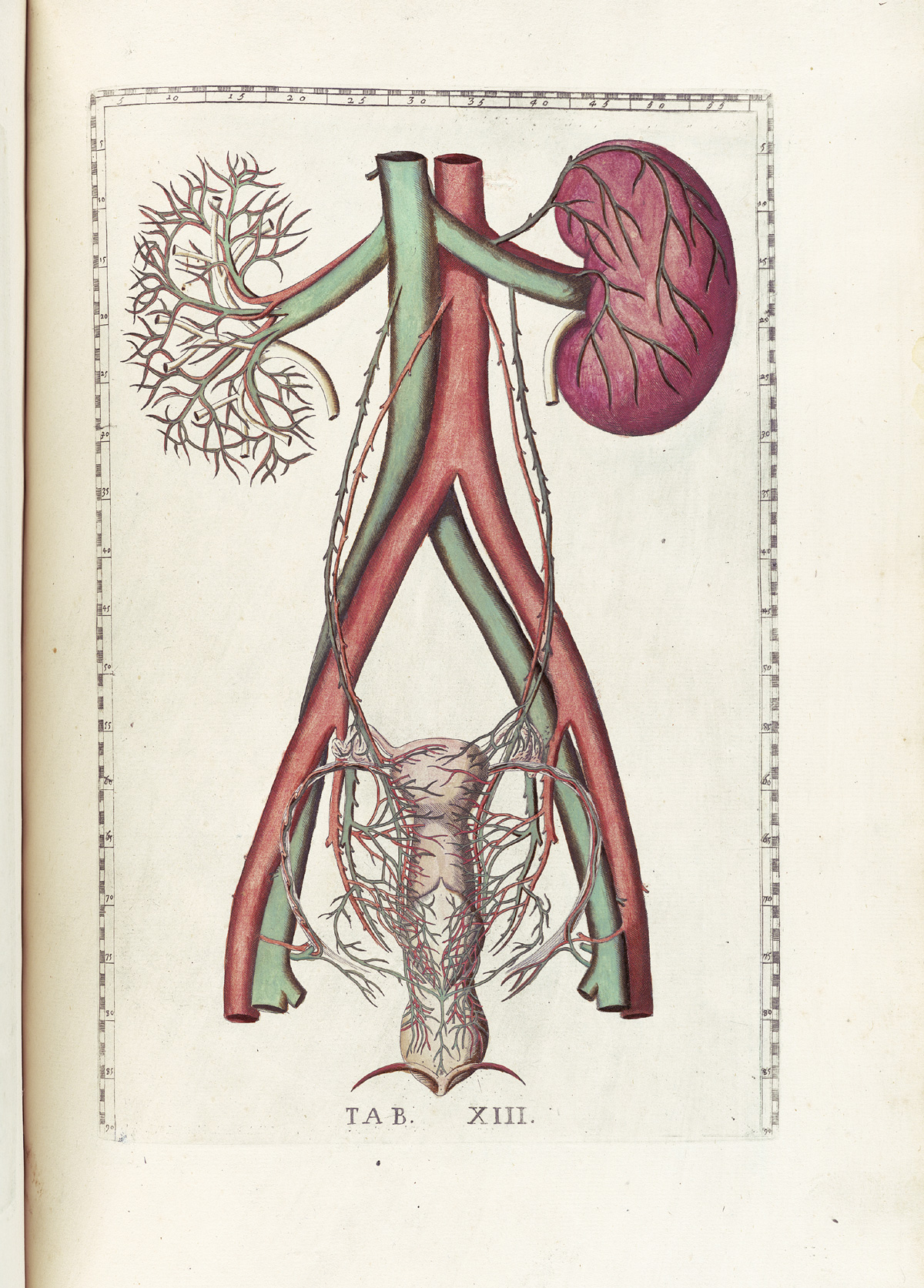
Ets nr 13 urinestelsel
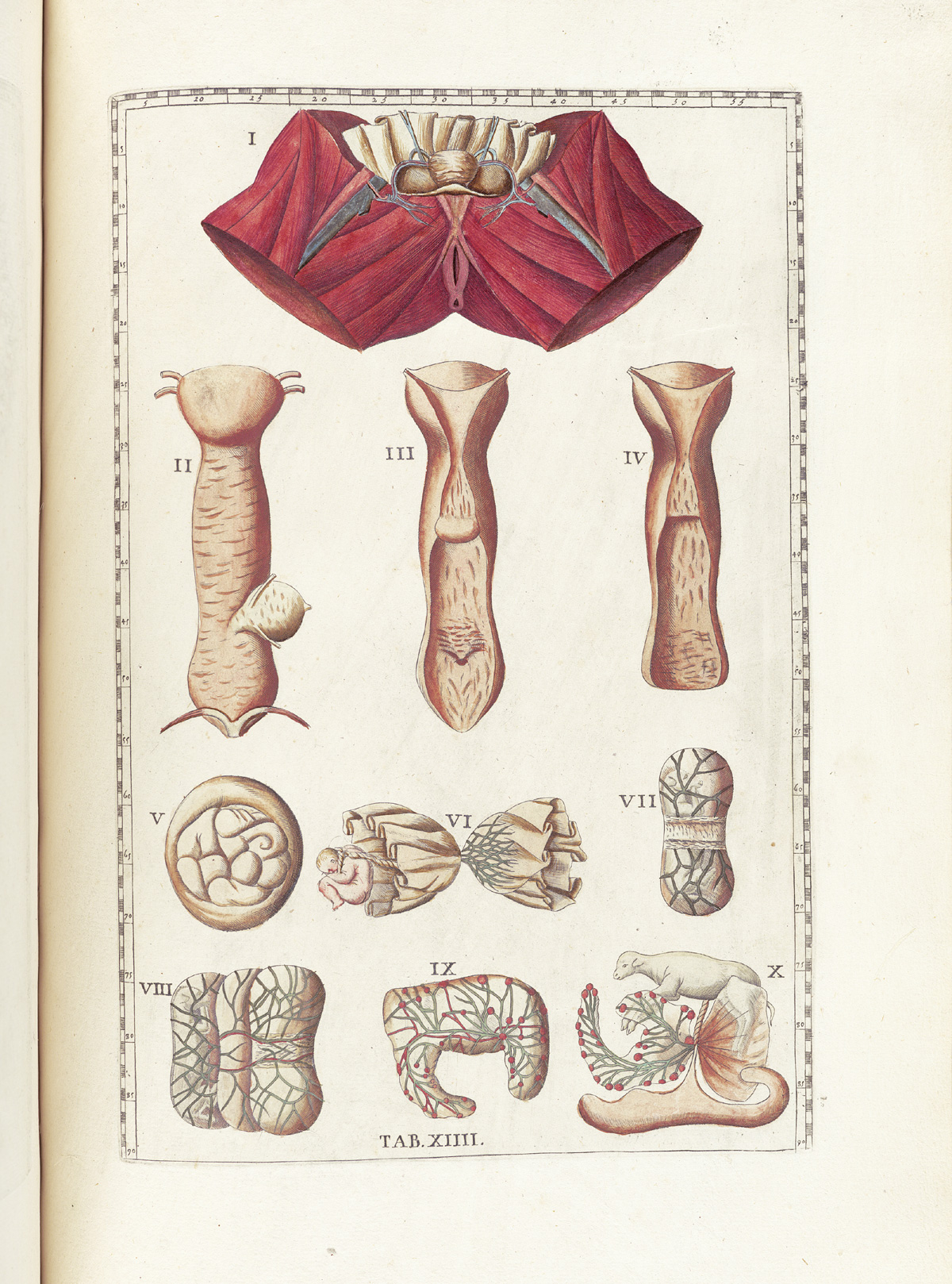
Ets nr 14 gedetailleerde illustratie van de vrouwelijke voortplantingsorganen
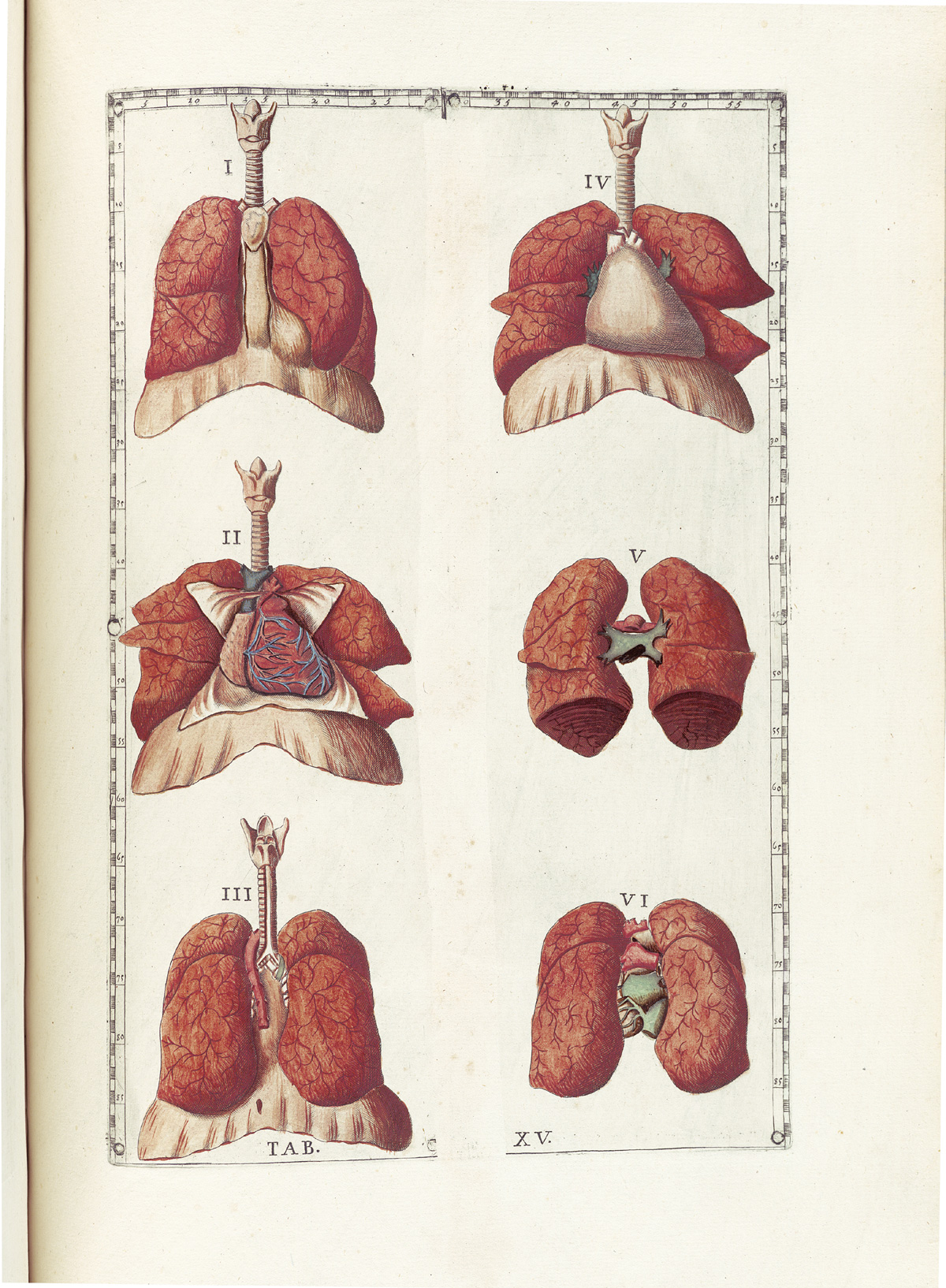
Ets nr 15 longen
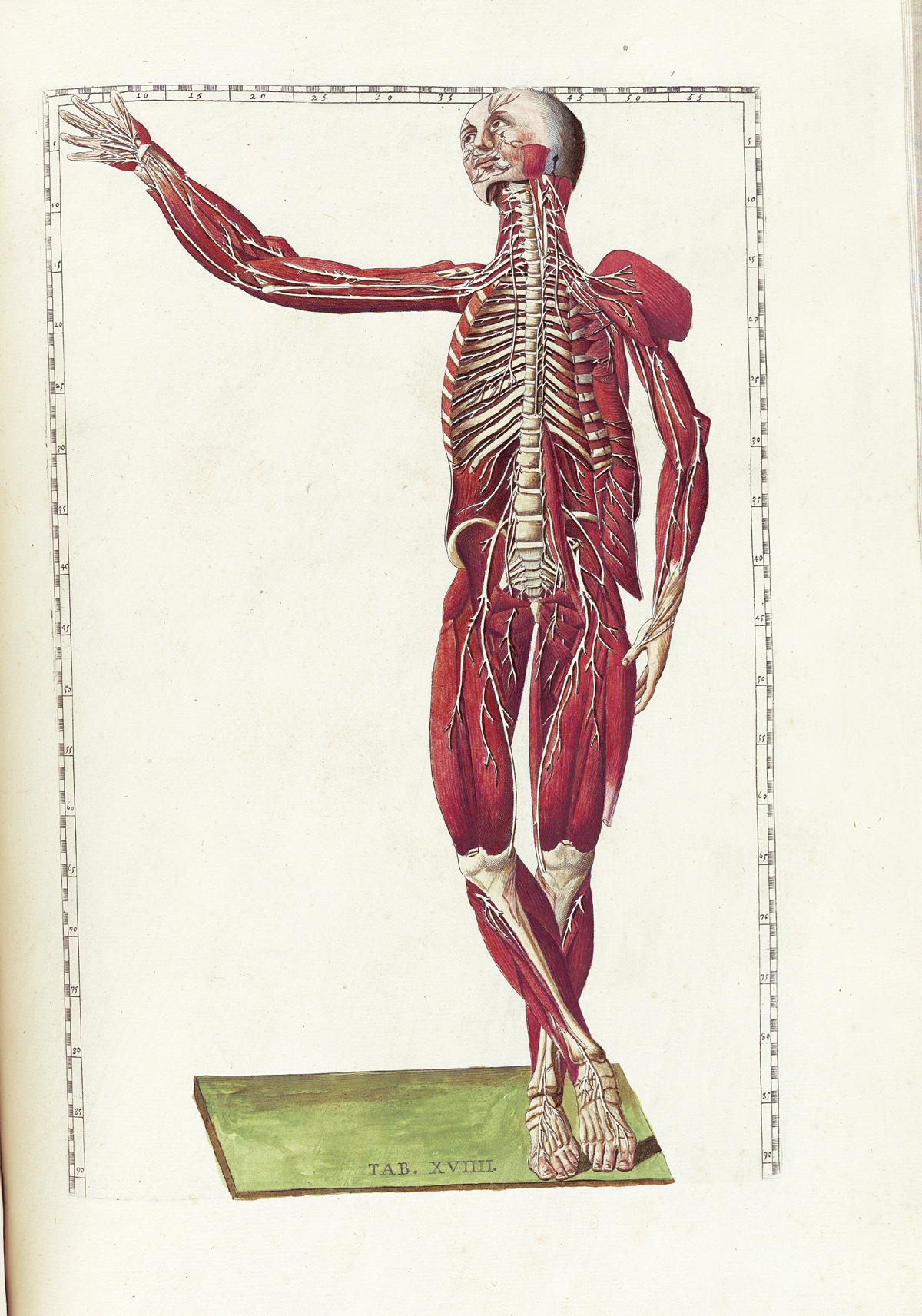
Ets nr 19 spieren en beenderen in de borstholte
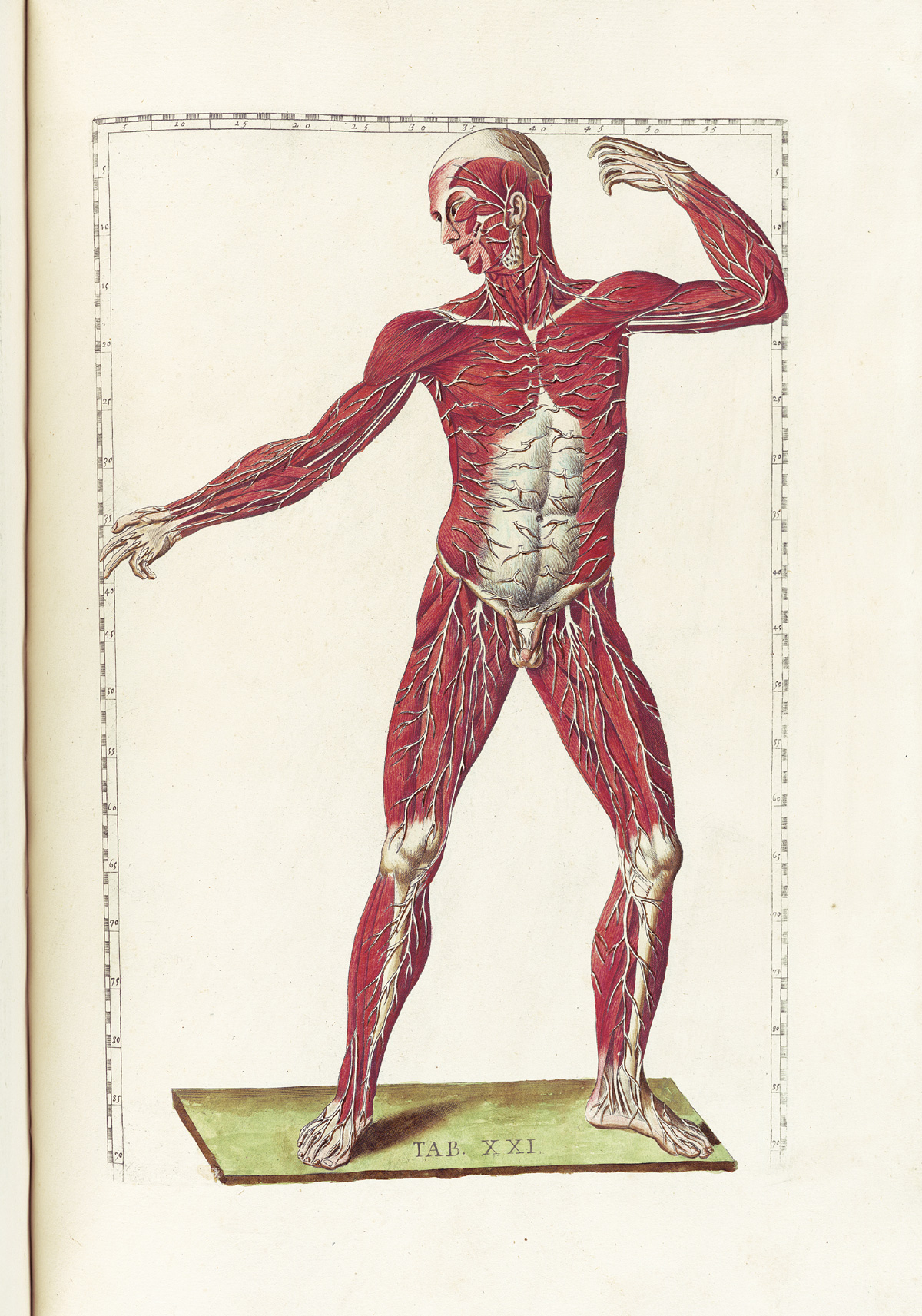
Ets nr 21 spieren
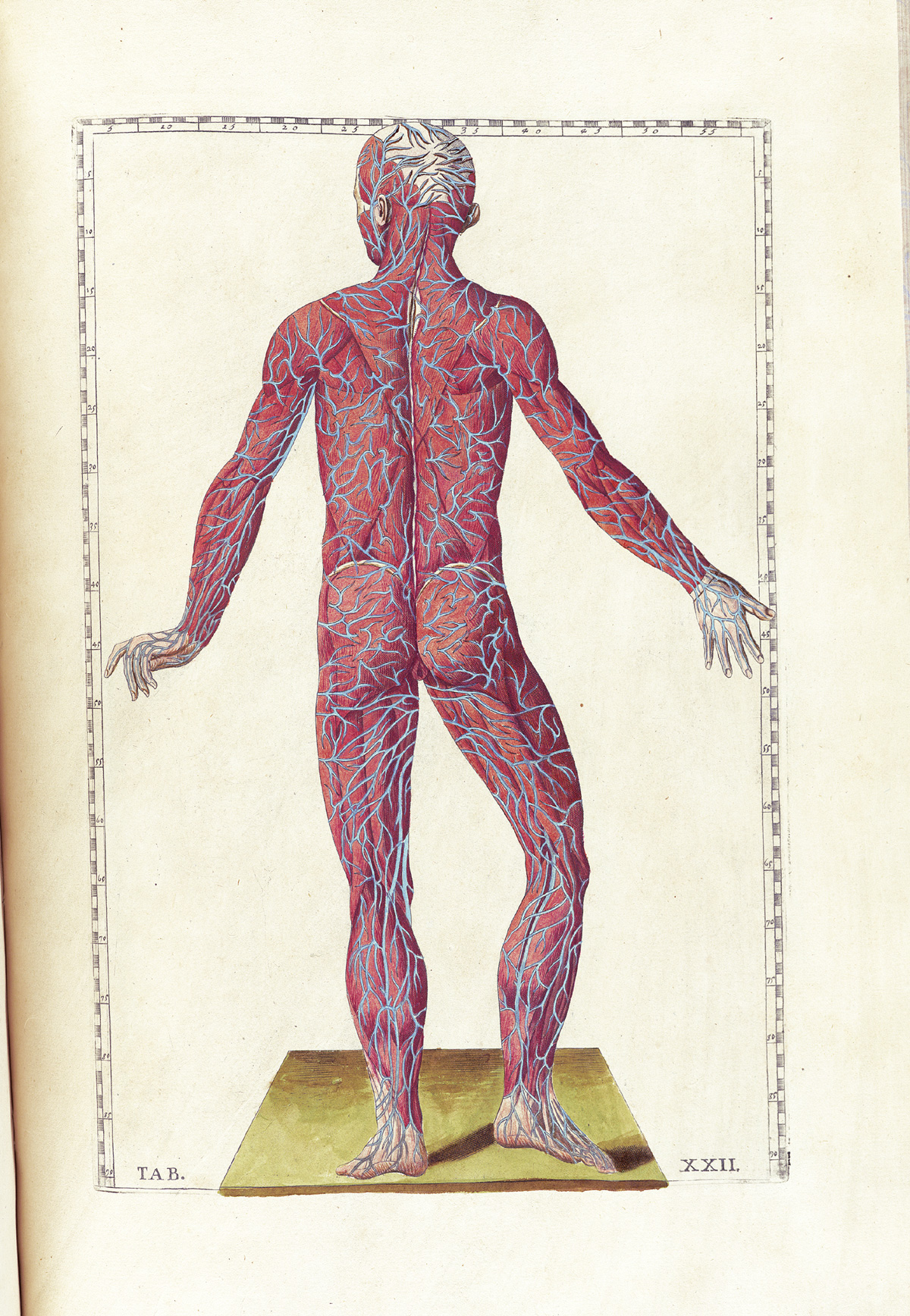
Ets nr 22 lymfestelsel
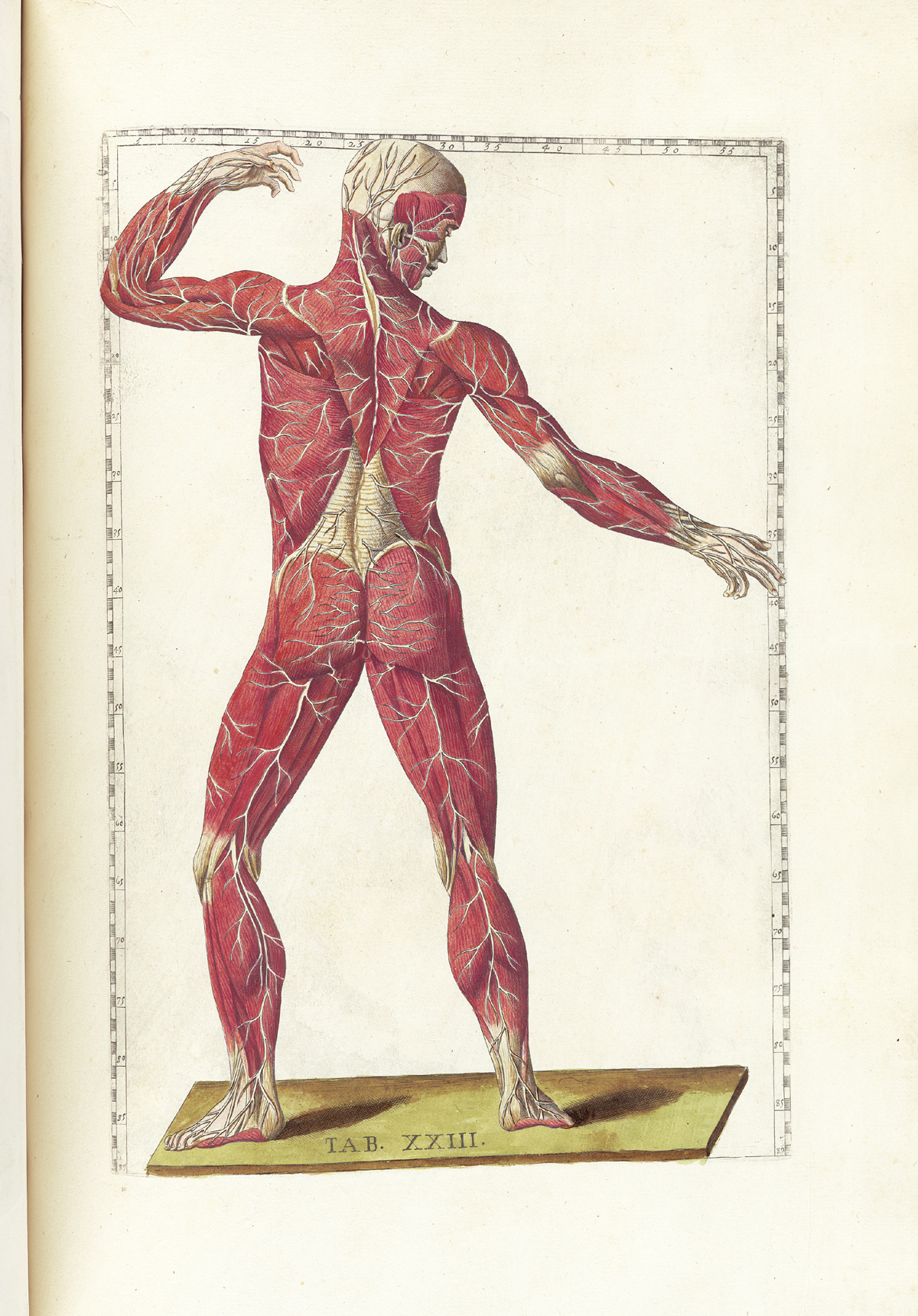
Ets nr 23 spieren
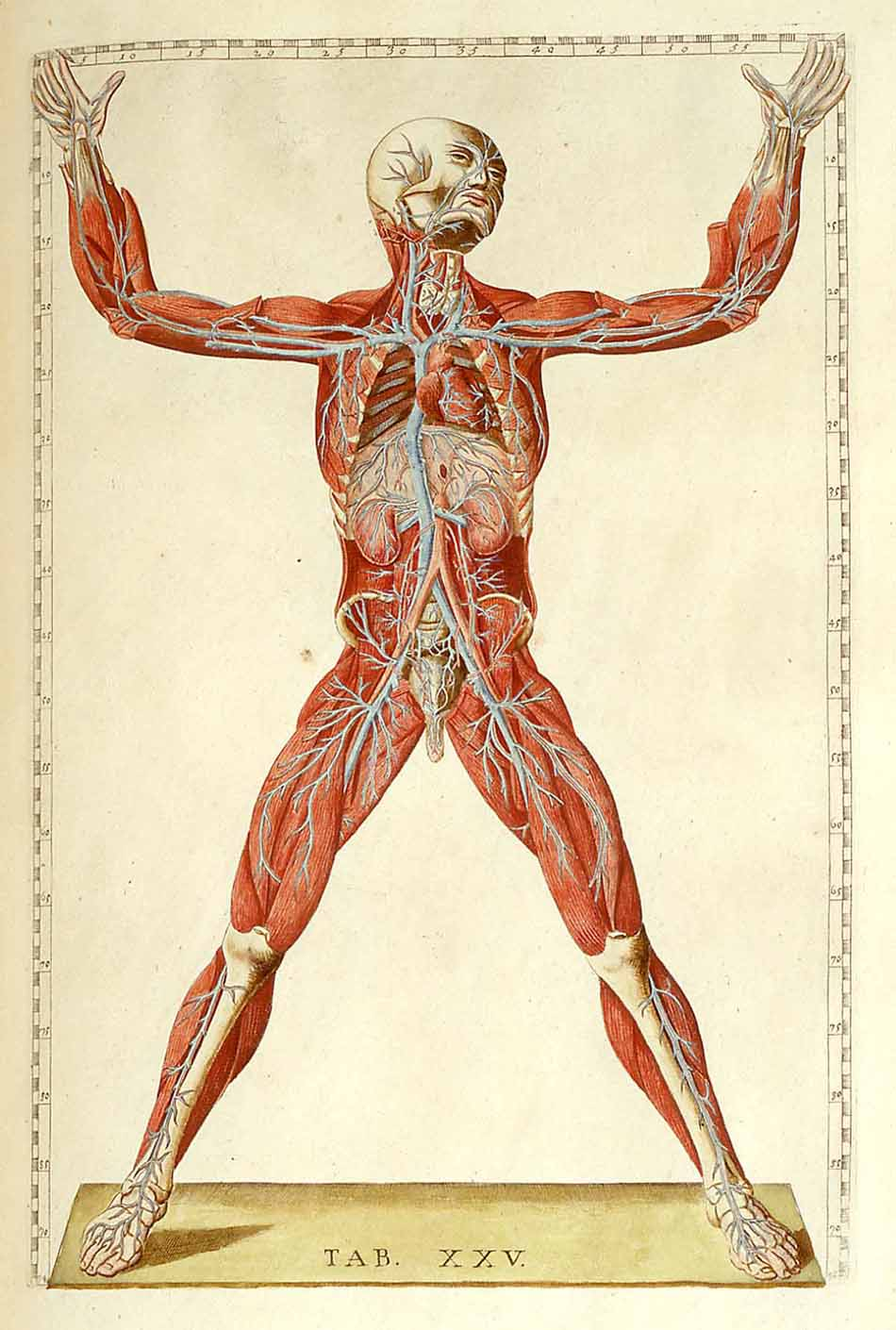
Ets nr 25
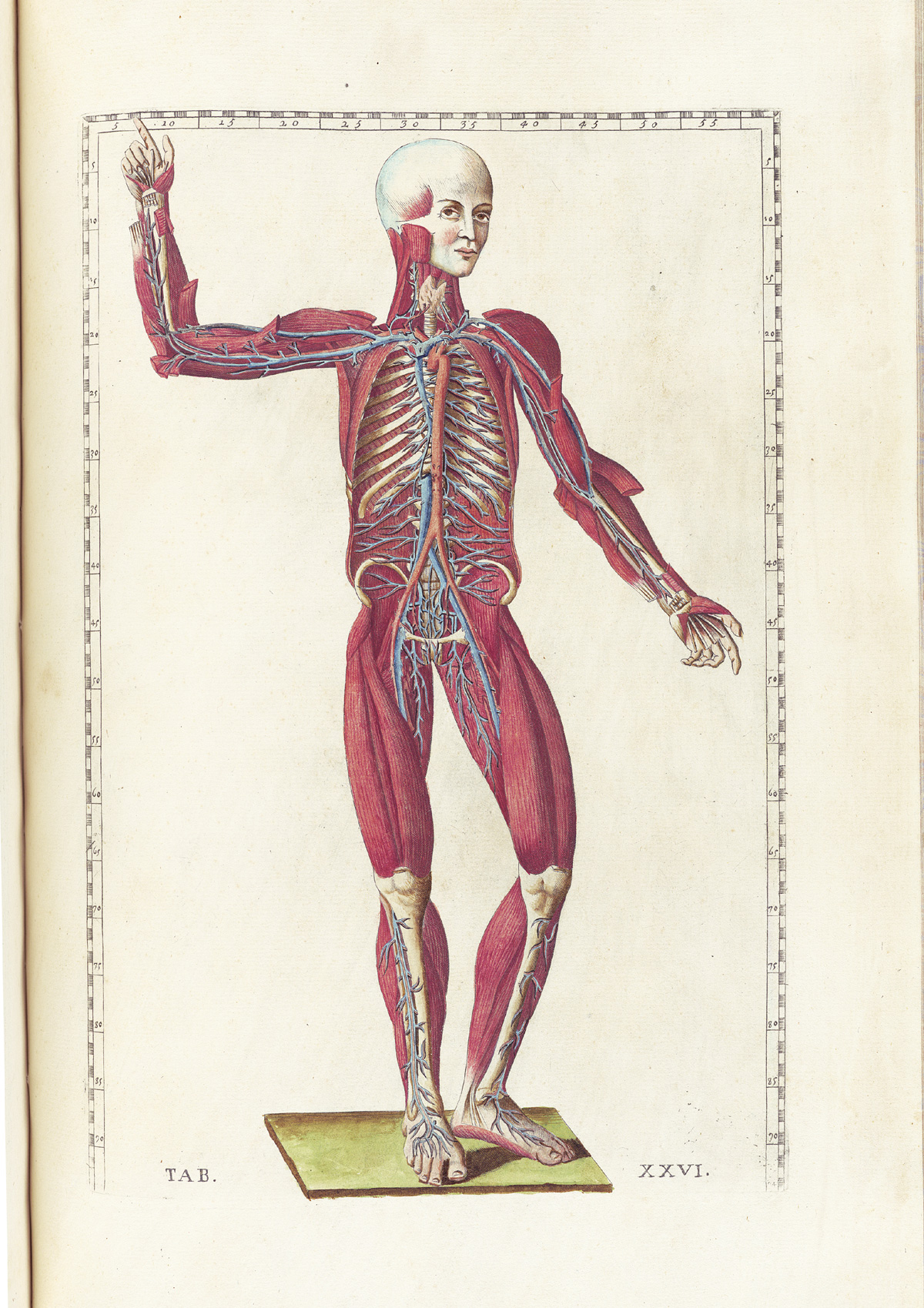
Ets nr 26
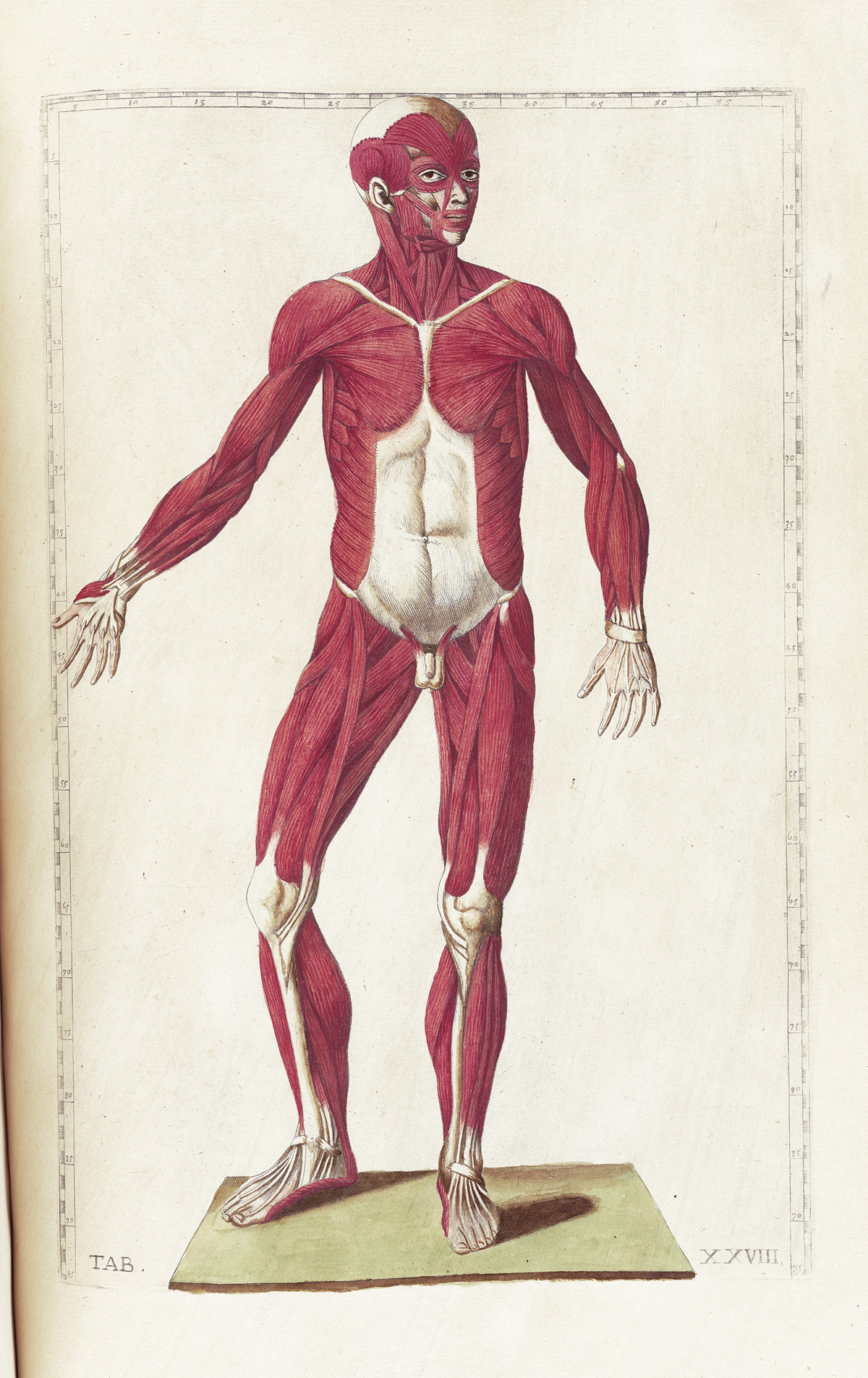
Ets nr 28 spieren
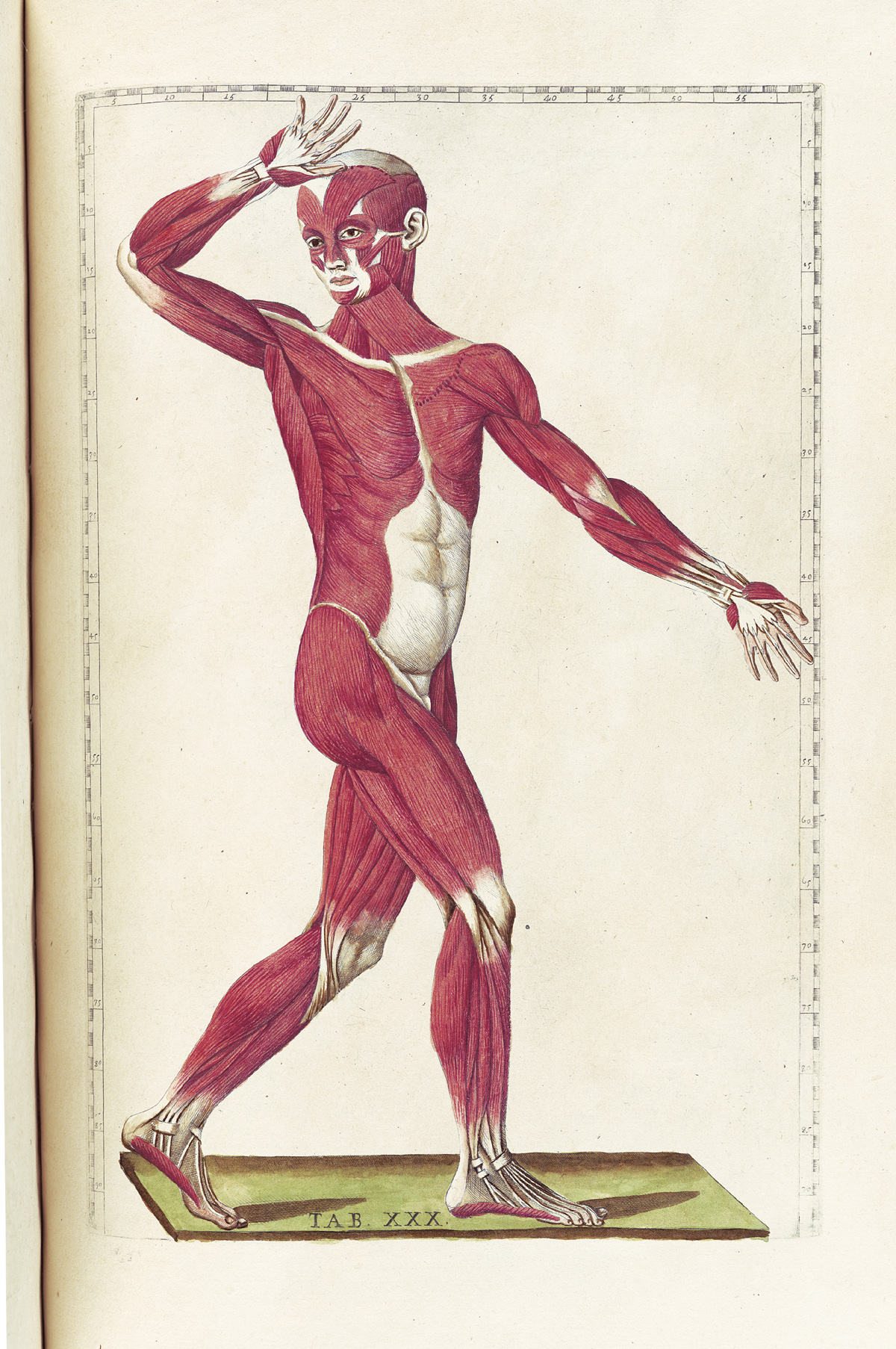
Ets nr 30 spieren
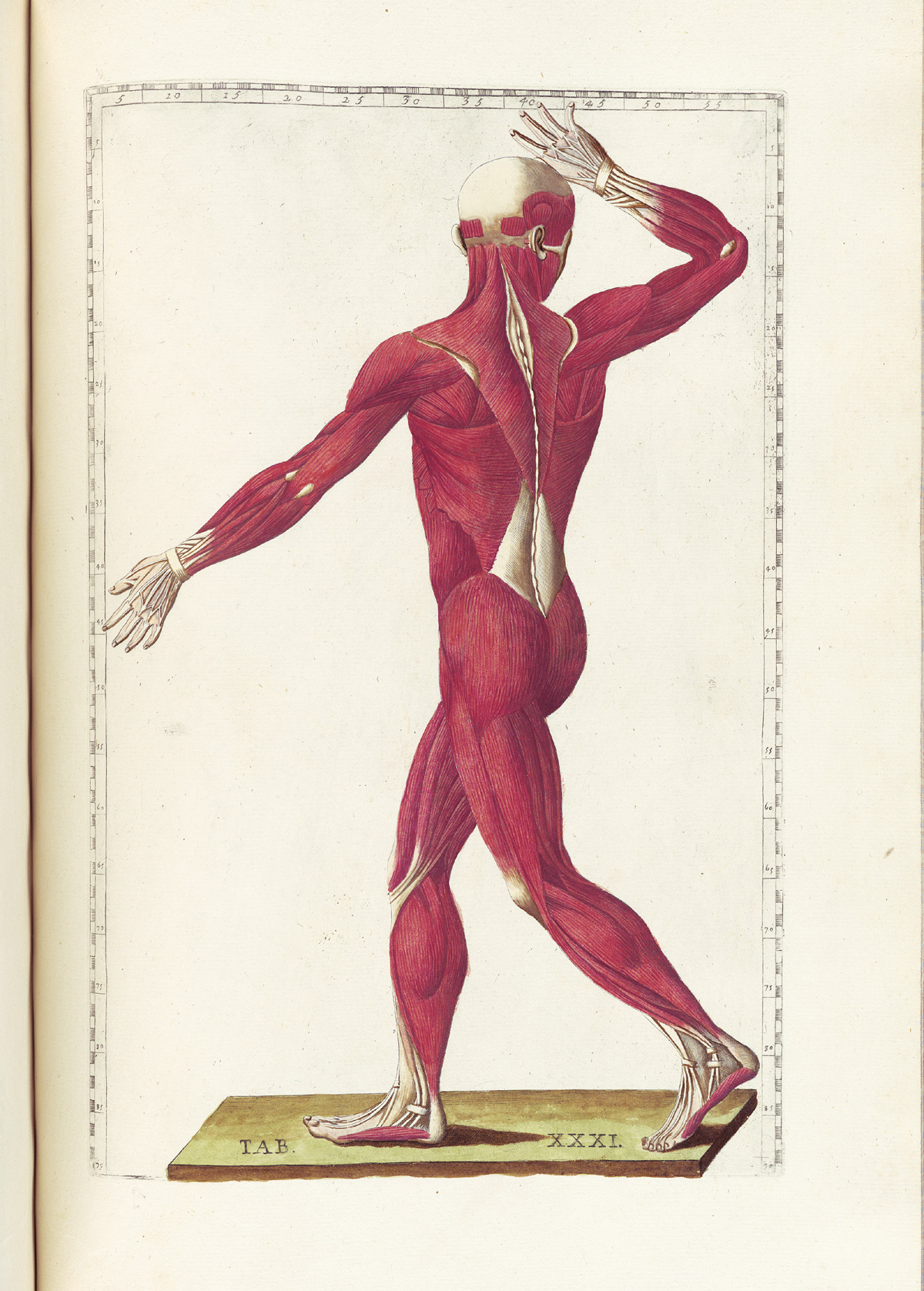
Ets nr 31 spieren
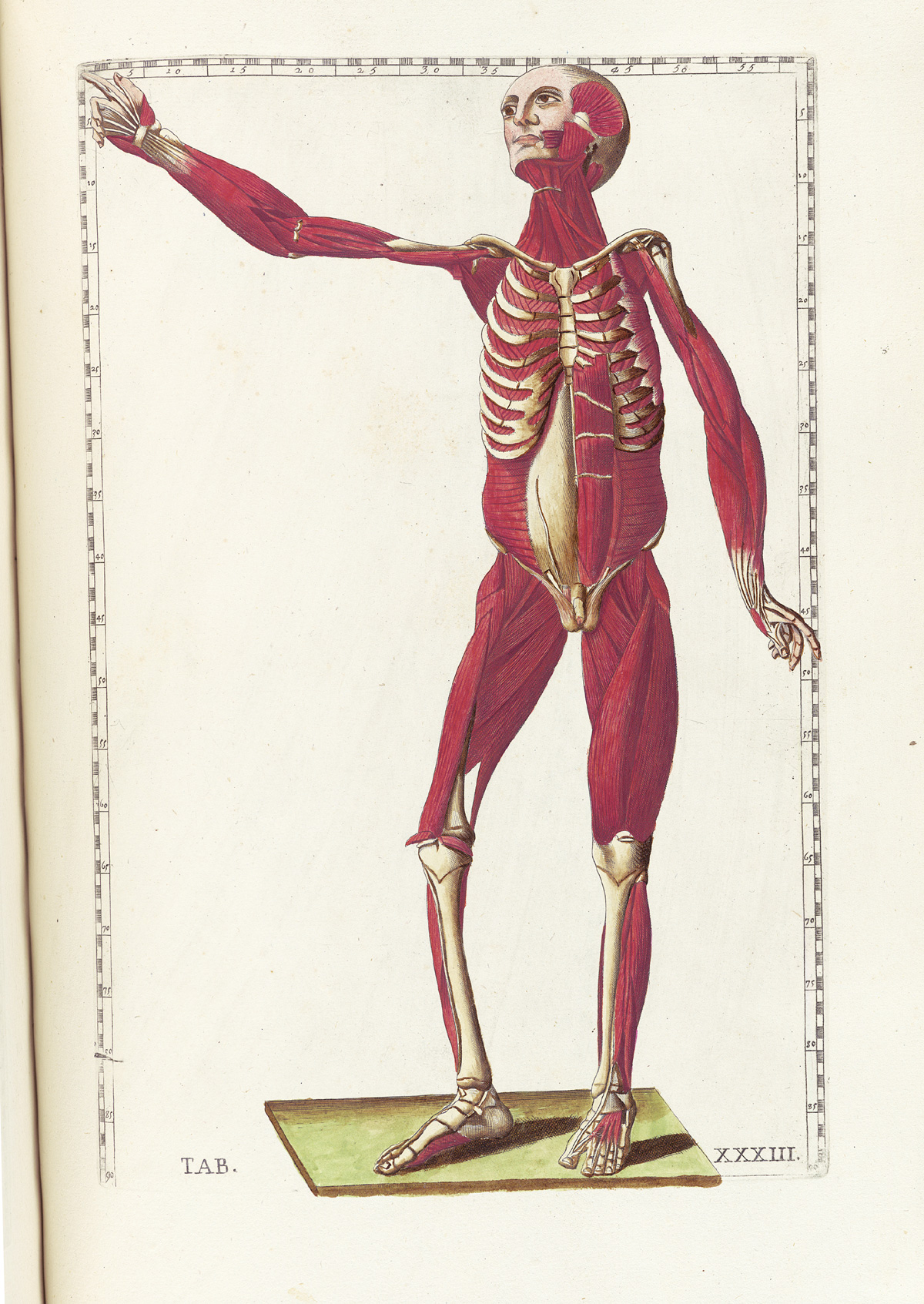
Ets nr 33 spieren
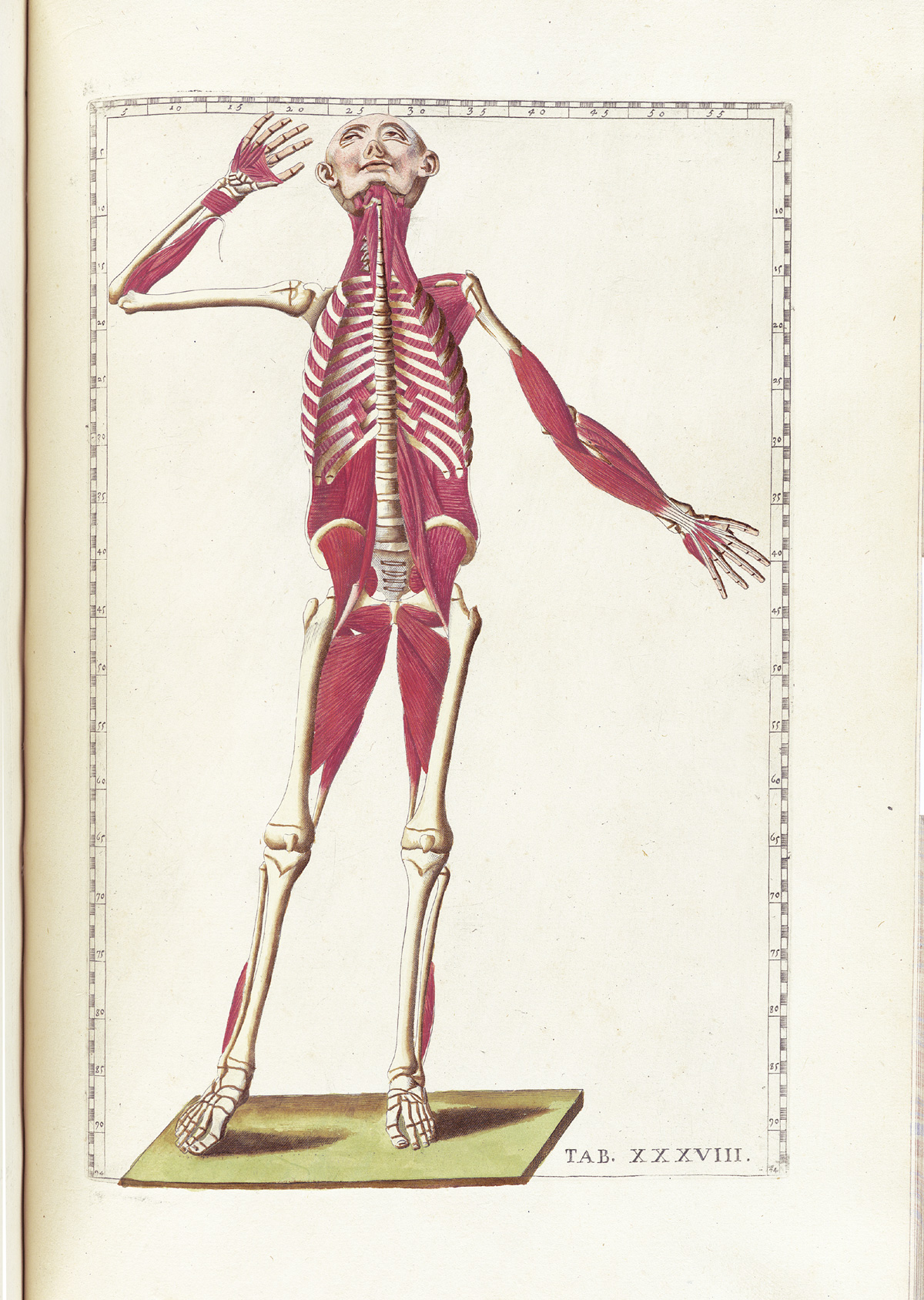
Ets nr 38 spieren en beenderen
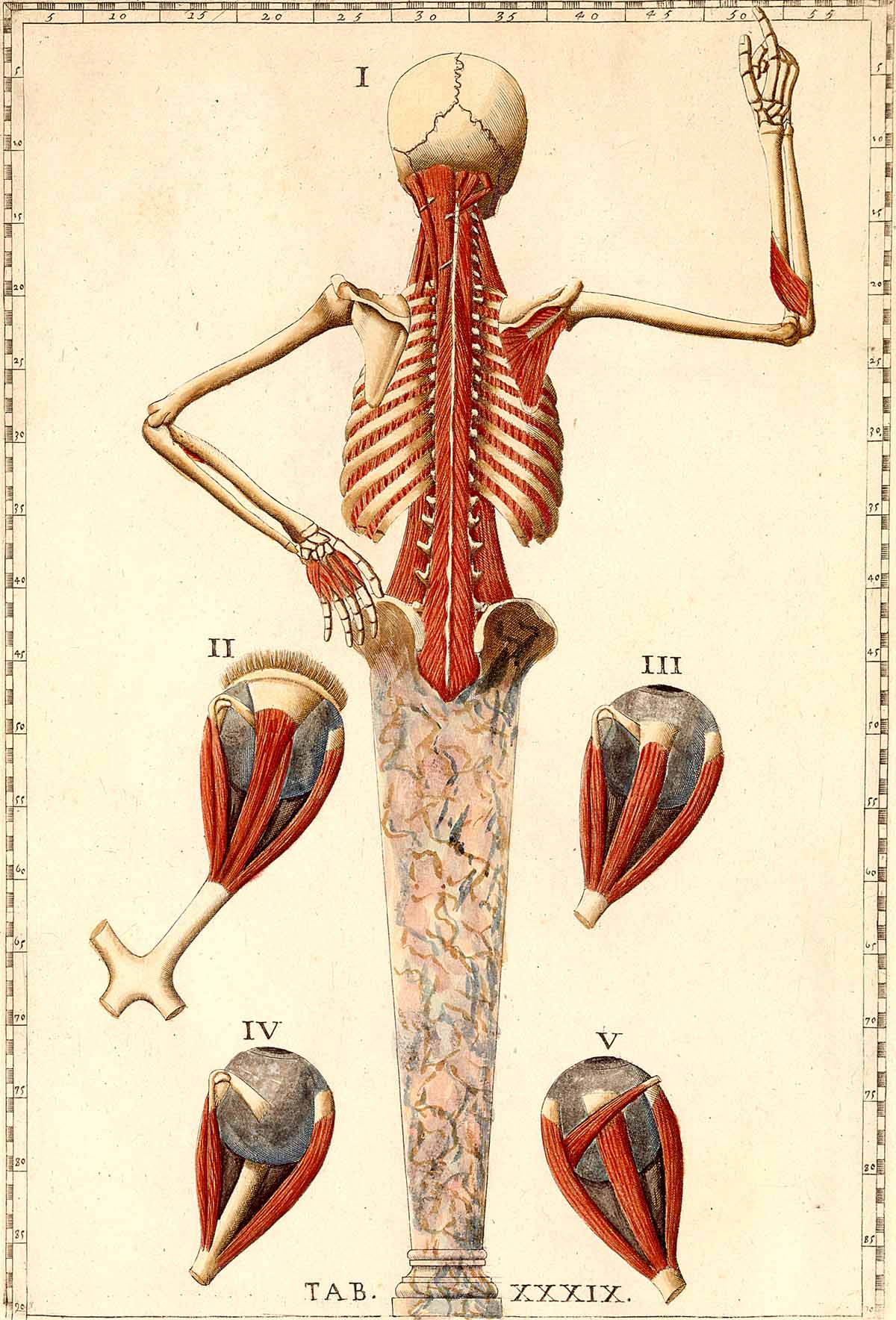
Ets nr 39 oogspieren
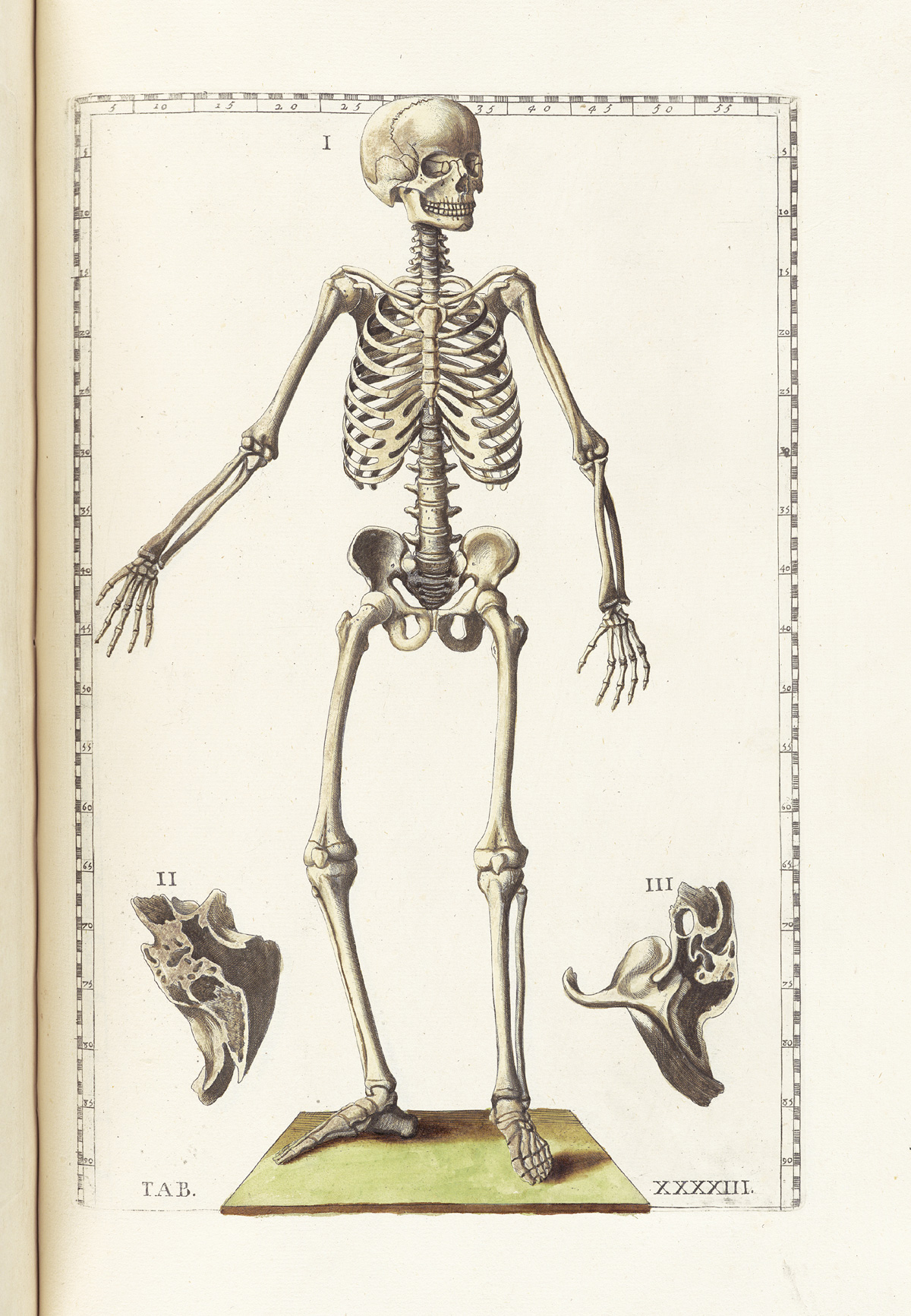
Ets nr 43 beenderstelsel
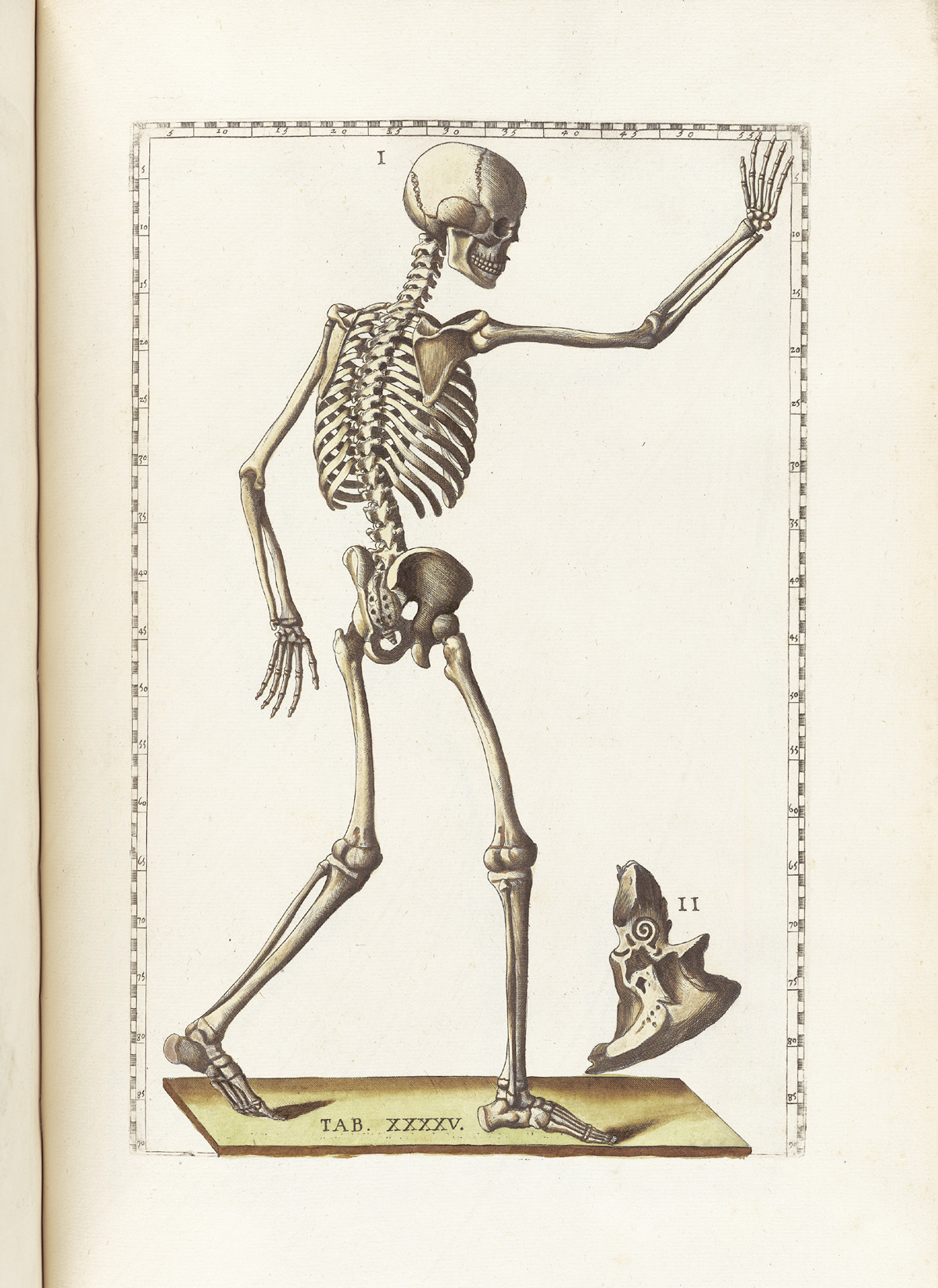
Ets nr 45 beenderstelsel